# Kastellet, Köpenhamn

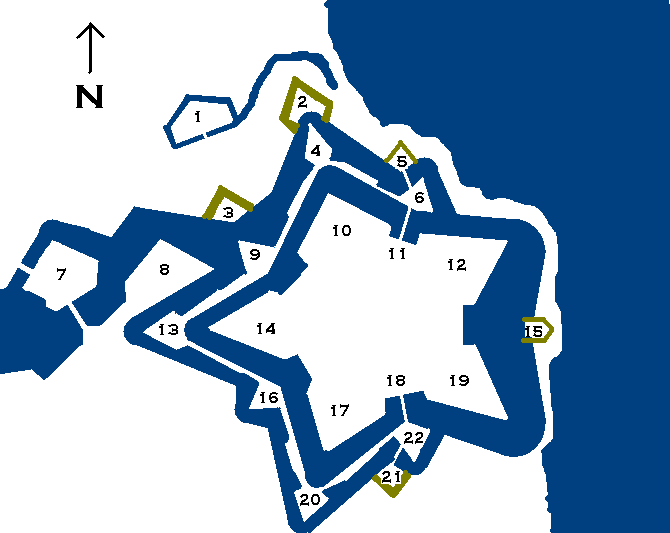
Kastellet kring 1750:
1) Spetsbergens Lynett
2) Färö Redutt
3) Hetlands Redutt
4) Lollands Kontregard
5) Norges Redutt
6) Norges Ravelin
7) Østerports Ravelin
8) Grönlands Bastion
9) Bornholms Ravelin
10) Prinsens Bastion
11) Norgesporten
12) Prinsessans Bastion
13) Möns Kontregard
14) Konungens Bastion
15) Pinnebergs Redutt
16) Fyns Ravelin
17) Drottningens Bastion
18) Kungsporten (Själlandsporten)
19) Grevens Bastion
20) Falsters Kontregard
21) Själlands Redutt
22) Själlands Ravelin.

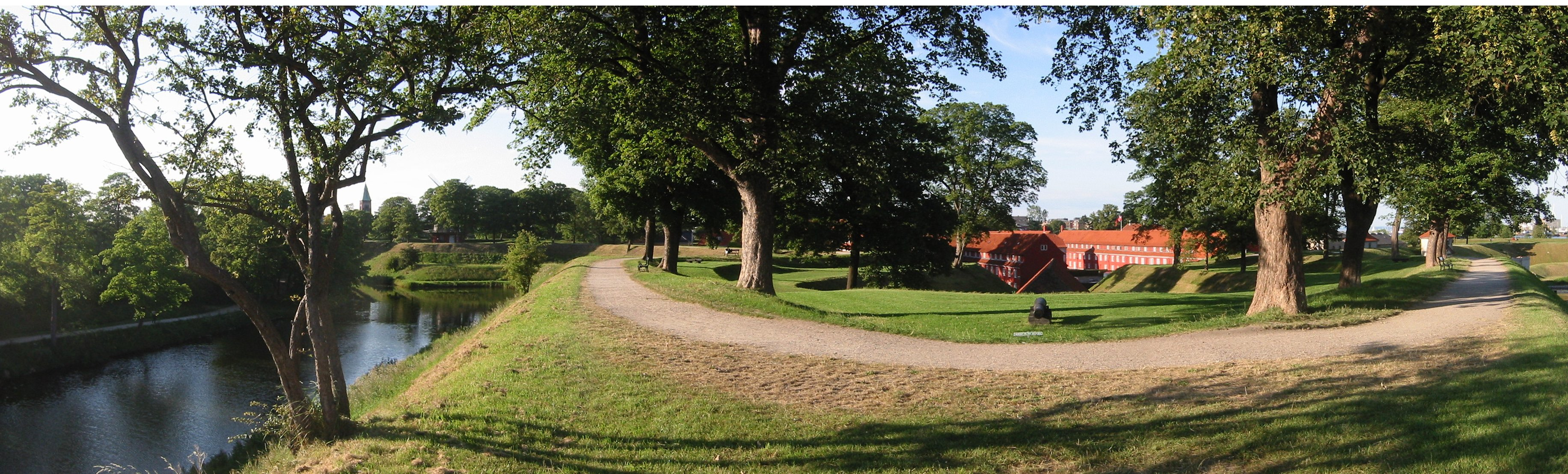
Kastellet

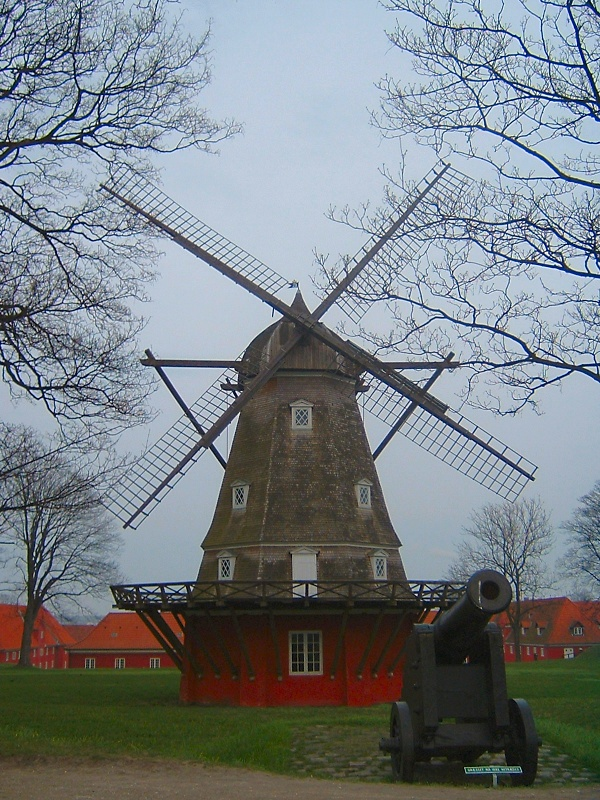
Väderkvarnen i Kastellet

Kastellet eller Citadellet Frederikshavn är ett citadell i Köpenhamn och en av de bäst bevarade fästningarna i Nordeuropa. Det blev byggt som en del av Köpenhamns vallar av Kristian IV från 1624. Det framstår i dag som en femstjärnig konstruktion. De fem bastionerna bär namnen Kongens, Dronningens, Grevens, Prinsessens och Prinsens bastion. Kastellet har även sin egen kyrka, Kastelskirken (sedan 1902 församlingskyrka för Kastels Sogn), och en kvarn.

## Historik
Kastellet blev grundlagt av kung Kristian IV den 28 oktober 1624. Det var meningen, att det skulle ha byggts ett slott, men ett sådant projekt genomfördes inte av ekonomiska skäl. 
Kastellet blev inte färdigt under Kristian IV:s regeringstid, och det blev Fredrik III som förstärkte skansen. Efter svenskarnas belägring av Köpenhavn 1658–1660 blev den holländske ingenjören Henrik Ruse (senare Rysensteen) tilkallad för att om- och tillbygga skansen. Den fick namnet Citadellet Frederikshavn, men är bättre känd som Kastellet. I motsats till resten av Köpenhamns vallsystem var Kastellet inte bara riktat mot fienden, men kunde också riktas mot staden. Kanonerna kunde vändas och peka mot kungens egna undersåtar.

## Kastellet i dag
År 2004 fyllde Kastellet 380 år. Kastellets födelsedag markeras varje år med ett öppet hus-arrangemang sista söndagen i oktober. Under denna enda dag av året kan kvarnen också beses i funktion.
Kastellet ägs av försvarsmakten, och används som försvarschefens residens (Kommandantgården) och av bland andra hemvärnet, Forsvarets Efterretningstjeneste, föreningen Kredsen Mars og Merkur Danmark och Forsvarets Bibliotek, samt en rad mindre myndigheter. Där finns också ytterligare tjänstebostäder.
Kastellet är skyddat och fungerar således både som militärområde, kulturhistoriskt minnesmärke, museum och park. Kyrkplatsen används regelbundet till paradplats i förbindelse med officiella besök och för konserter med militärorkestrar.